# Robert Lemay

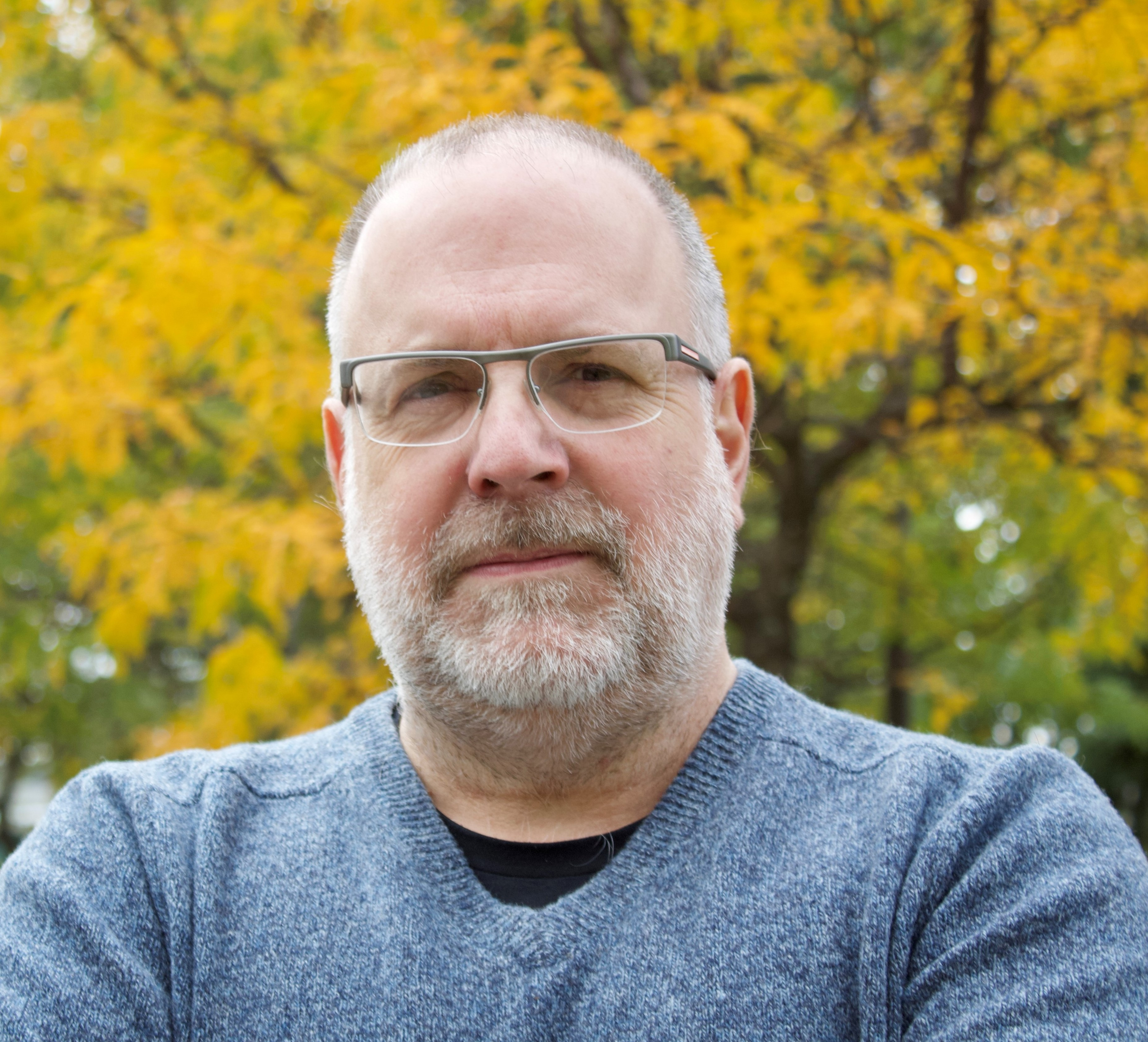
Robert Lemay (2016)

Robert Lemay (geboren am 13. Februar 1960 in Montreal) ist ein kanadischer Komponist.

## Leben und Wirken
Lemay studierte an der Universität Laval. Dort machte er bei François Morel seinen Master-Abschluss (M.Mus.) und wurde dann im Jahr 1994 an der Université de Montréal bei Michel Longtin promoviert. Außerdem verbrachte er ein Jahr an der State University of New York in Buffalo, wo er bei David Felder studierte und Seminare von Brian Ferneyhough, Louis Andriessen und Donald Erb besuchte. In Frankreich arbeitete er mit François Rossé in Bordeaux und Georges Aperghis am Atelier Théâtre et Musique in Paris.
Lemay ist Preisträger von nationalen und internationalen Kompositionswettbewerben. Von seinen bislang (Stand 2022) über 140 Werken schuf er 80 für Saxophon (oder mit Saxophon), vom Solo bis zu großen Ensembles. Seit Ende der 1980er Jahre arbeitet er mit Saxophonisten wie Jean-François Guay, Jean-Michel Goury und Jean-Marie Londeix zusammen. Von 2008 bis 2010 war er Composer in Residence des Sudbury Symphony Orchestra, das auch einige seiner Werke zur Uraufführung brachte. Außerdem war er von 2004 bis 2018 Präsident und künstlerischer Leiter der 5-Penny New Music Concerts in Sudbury und arbeitete dort intensiv mit dem Silver Birch String Quartet.
Von 1996 bis 1997 unterrichtete Lemay an der Universität von Saskatchewan. Seit 2000 lebt er in Sudbury (Ontario) und lehrte von 2000 bis 2021 an der Laurentian Universität.
Lemay ist mit der Pianistin Yoko Hirota verheiratet.

## Kompositorischer Stil
Lemay ist ein atonaler Komponist, der von den spektralen Techniken von Tristan Murail und Gérard Grisey, den modalen Ansätzen von Olivier Messiaen und Iannis Xenakis und der rhythmischen Modulation von Elliott Carter beeinflusst wurde. Er hat auch über seinen Prozess zur Schaffung von melodischem Material gesprochen. Ein weiteres stilistisches Anliegen, das auch Gegenstand von Lemays Dissertation und anderen Schriften war, ist die Behandlung des Konzertsettings - einschließlich der Bühnengestaltung, der Raumaufteilung, der Gestik sowie des Verhaltens und der Präsenz des Interpreten.
Die Verwendung erweiterter Instrumentaltechniken wurde in zwei von Lemays Solostücken, Ariana, Kaboul (Altsaxophon) und Clap (Klarinette), eingehend analysiert.

## Preise (Auswahl)
- 1988: Rodolphe-Mathieu-Preis der Composers, Authors and Publishers Association of Canada (CAPAC) für Les yeux de la solitude
- 1988: Sir Ernest MacMillan Preis der CAPAC für La fuite immobile[16]
- 1989: William St. Clair Low Preis der CAPAC, für Vagues vertiges[17]
- 2004: 1. Preis Internationaler Harmoniekompositionswettbewerb Harelbeke Musikstadt (Belgien) für Ramallah[18]
- 2006: 2. Preis  Internationaler Komponistenwettbewerb Kazimierz Serocki (Polen) für De brises en ressac[19]

- 2007: 2. Preis Internationaler Kompositionspreis (Luxemburg) für Mare Tranquilitatis III.[20][21]

## Werke (Auswahl)
Lemay komponierte zahlreiche Werke für Solo oder Duos (darunter Werke für Orgel, Klavier, Blasinstrumente und Streichinstrumente), Kammermusik für verschiedene Formationen, Kammerorchester und Orchester. Unveröffentlichte Werke befinden sich im Canadian Music Centre. Die CMC Music Library verfügt auch über sein Gesamtwerk.

### Werke für Solos und Duos
- 1987: Les yeux de la solitude. Für Altsaxophon, Schlagzeug. Uraufführung: Société des Concerts Alternatifs du Quebec, Montreal, 1988.
- 1998: Mitsu no kisetsu. Baritonstimme, Kontrafagott. Uraufführung: Konferenz der Internationalen Doppelrohrblatt-Gesellschaft, Madison, Wisconsin, 1999.
- 2000: Thèbes. Für Bariton-Saxophon. Uraufführung: 12. Welt-Saxophon-Kongress, Montreal, Juli 2000.
- 2000: Dial M for...hommage à Alfred Hitchcock. Für Sopransaxophon. Uraufführung: 13. Welt-Saxophon-Kongress, Minneapolis, 2003.
- 2005: Ariana, Kaboul. Für Altsaxophon. Uraufführung: 14. Welt-Saxophon-Kongress, Ljubljana, 2006.
- 2006: Tanze vor Angst (Hommage à Paul Klee). Für Klavier. Uraufführung: Internationales Kammermusikfestival in Ottawa, 2007.
- 2008: Coups d'archet. Für Violine. Uraufführung: Music by the Sea Festival Concerts, Bamfield, Vancouver Island, 2012.[22]
- 2008: Clap. Für Klarinette. Uraufführung: Konferenz der Internationalen Klarinettenvereinigung, California State University, Northridge, 2011.
- 2011: Manu Militari. Altsaxophon, Flöte. Resolute Music Publications. Uraufführung: North American Saxophone Alliance Biennial Conference, Universität von Illinois, Urbana-Champaigne, 2014.
- 2012: Redshift/Blueshift. Bariton-Saxophon, Cello. Note en Bulle Éditions. Uraufführung: Heliconian Hall, Toronto, 2014.
- 2013/2014: Deuce 2. Tenorsaxophone (2).Uraufführung: Clazel Theater, Bowling Green, Ohio, 2014.
- 2014: Cadenza. Für Violine. Uraufführung: Konzert des Sudbury Symphony Orchestra, Sudbury, März 2015.
- 2016: Fragments noirs. Sopransaxophon, Altsaxophon. Note en Bulle Éditions. Uraufführung: Internationales Saxfest Zürich, 2017.[23]
- 2016: Into Thin Air. Sopransaxophon. Uraufführung: 18. Welt-Saxophon-Kongress, Zagreb, 2018.
- 2017: Arrêt sur image. 2017. Altsaxophon. North American Saxophone Alliance Biennial National Conference 2018, Cincinnati
- 2017: Deuce 4. Bariton-Saxophone (2). Uraufführung: 18. Welt-Saxophon-Kongress, Zagreb, 2018.
- 2018: Un processus discret. Altsaxophon, Gitarre. Éditions Doberman-Yppan. Uraufführung: IX Festival de Música Contemporánea Encuentros Sonoros, Espacio Turina de Sevilla, Sevilla, 2020.
- 2018: Tie-Break 2.  Altsaxophon, Violine. Note en Bulle Éditions. Uraufführung: Festival Contrasti 2019, Sala della Fondazione Caritro, Trient, 2019.
- 2019: À court terme. B♭ Klarinette, Cello. Uraufführung: Osmose Festival 2019, Entrela du Centre Culturel d'Evere, Brüssel, 2019.
- 2022: Fingerprints. Für Violine, Klavier. Uraufführung: Osmose-Festival 2022. Espace Toots, Brüssel 2022.
- 2023: Oxymore. Für Altflöte und Bassdrum. Tetractys Publishing.

### Werke für Kammerensemble
- 1985: Haut lieu de la nuit. Liederzyklus auf Texte von Lucien Francoeur für Bariton, Klavier und Schlagzeug. Uraufführung: Salle Henri-Gagnon, Universität Laval, Februar 1985.
- 1990: L'errance...hommage à Wim Wenders. Für Streichquartett. Uraufführung: Société des Concerts Alternatifs du Québec, Montreal, 1991.
- 1991: Triptyque écarlate. 1991. 3 Saxophone (1 Ausführender), Harfe, Schlagzeug. Uraufführung: 10. Mondiales Festival des Sassofono, Pesaro, 1992.
- 1995: À tout prendre...hommage à Claude Jutra. Klavier, Violine, Viola, Cello. Uraufführung: Maison de la Culture Frontenac, Montreal, 1996.
- 2001/2002: Shadows of Bamian. Saxophone (4) (Soprane (2), Tenöre (2)). Uraufführung: 14. Welt-Saxophon-Kongress, Ljubljana, Slowenien, Juli 2006.
- 2004: Varius Multiplex Multiformis. Blechbläserquintett (Trompeten (2), Waldhorn, Posaune, Tuba). Uraufführung: Kirche Notre-Dame-de-Jacques-Cartier, Quebec City, 2006.
- 2006: Fragments/Metamorphosis. Oboe, Klarinette, Fagott. Uraufführung: Haskell Free Library and Opera House, Stanstead, Quebec, 2006.
- 2007: (S)AXE(S). Saxophone (4) (Sopran, Alt, Tenor, Tubax). Uraufführung: Festival Emergences, Tours, Frankreich, 2008.
- 2008: Gelb, Rot, Blau...Hommage an Wassily Kandinsky. 2008. Version B. Sopransaxophon, Klarinette, Klavier. Uraufführung: Kanadisches Musikfestival Windsor 2010
- 2008: Gelb, Rot, Blau...Hommage an Wassily Kandinsky. Version C. Sopransaxophon, Altsaxophon, Klavier. Uraufführung: 15. Welt-Saxophon-Kongress, Bangkok, Thailand, 2009.
- 2008: Structure/Paysage...hommage à Eli Bornstein. Streichquartett, Uraufführung: Chapelle historique du Bon-Pasteur, Montreal, Mai 2009.
- 2010: Trotte-minute, Nr. 1-2.  Saxophone (3) (Sopranino, Alt, Bass). Uraufführung: Nichols Concert Hall, Musikinstitut von Chicago, Chicago, Illinois, 2010.
- 2011: Zones d'ombre. Sopransaxophon, Flöte, Schlagzeug, Klavier. Uraufführung: Centre culturel Rocher de Palme, Bordeaux, Frankreich. 2012.
- 2011: Ligne(s) médiane(s). Version B. Saxophone (4) (Sopran, Altos (2), Bariton). Uraufführung: 16. Welt-Saxophon-Kongress, St Andrews, Schottland, 2012.
- 2011/2012:Concetto Spaziale (Hommage an Lucio Fontana). Altsaxophone (3). Uraufführung: 16. Welt-Saxophon-Kongress, St Andrews, Schottland, 2012.
- 2014: Version B. Flöte, Sopransaxophon, Klarinette. Premiere: Internationaler Kontrapunkt. Cortona Sessions für Neue Musik, Cortona, Toskana, Italien, Juli 2017.
- 2015: Slow Swirl at the Edge of the Sea (Hommage à Mark Rothko). Violine, Altsaxophon, Klavier. Uraufführung: Escales transatlantiques, Paris 2015.
- 2016: Contrepoint...hommage à Robert Altman. Version A. Flöte, Oboe, Klarinette, Fagott. Uraufführung: Kwidzyn Music Spring International Festival, Kwidzyn, Polen, Juni 2018.

### Werke für Kammerensemble mit Dirigent
- 1989: Vagues vertiges. „Verräumlichtes“ Saxophonquartett, Schlagzeug, Saxophonensemble (Sopranino, Sopran, Alt (2), Tenor (2), Bariton, Bass). Uraufführung: 150 Jahre Saxophon, Dr. Hoch’s Konservatorium, Frankfurt am Main, 1990.
- 2006: Plans-séquences. Flöte, Klarinette, Violine, Cello, Klavier, Schlagzeug. Uraufführung: Kanadisches Musikfestival Windsor 2010.
- 2009: Metaesquema...hommage à Hélio Oiticica. Flöten (3), Klarinetten (3), Sopran-Saxophon, Bariton-Saxophon. Uraufführung: Église St-Merri, Paris, 2010.[24]
- 2012: Quadrichromie (hommage à Hans Hartung). 2012. Altsaxophon (Solist), Saxophonensemble (Soprane (2), Altos (3), Tenöre (3), Baritone (2)), Schlagzeug (2). Uraufführung: Regenstein Recital Hall, Evanston, Illinois, 2012.
- 2021: Falten und Farben (Hommage an Simon Hantaï). Saxophone (10) (Soprane (2), Altos (3), Tenöre (3), Baritone (2)). Uraufführung: Zürich Saxfest 2022, Johanneskirche Zürich

### Werke für Kammerorchester
- 2003: Dead and.... Kammerstreichorchester. Uraufführung: Vancouver Symphony Orchestra, Dirigent: Evan Mitchell, Roundhouse Community Arts and Recreation Centre, Vancouver, 2008.
- 2007: Mare Tranquilitatis III. Uraufführung: Luxembourg Sinfonietta, Dirigent: Marcel Wengler, Centre des Arts Pluriels, Luxemburg, 2007.
- 2009: Une distance habitée. Uraufführung: New Music Ensemble of the Glenn Gould School, Brian Current, Dirigent. Mazzoleni Hall, Royal Conservatory of Music Toronto, 2009.
- 2013/2014: Ici et là. Uraufführung: Ensemble Arkéa, Dina Gilbert, Dirigentin. Chapelle historique du Bon-Pasteur, Montreal, 2018.

### Werke für Orchester
- 1988: La fuite immobile.
- 1993: On the Road. „Verräumlichtes“ Orchester. Uraufführung: Ricciotti Ensemble, Leon Barendse, Dirigent. Ricciotti Zommertoernee, Niederlande 1993.
- 1998: Sarajevo II. Für Altsaxophon, Trompeten, großes Orchester. Uraufführung: Orchestre symphonique de Laval, Louis Lavigeur, Dirigent. Université du Québec à Montréal, Salle Pierre-Mercure, Montreal, 2000.
- 1999: De brises en ressac. Fassung für kleines Orchester. Uraufführung: Polnisches Rundfunkorchester (Polska Orkiestra Radiowa), Jacka Rogali, Dirigent. Witold Lutosławski Konzertstudio (Polnischer Rundfunk), Warschau, 2006.[25]
- 2002: Ramallah. Für Altsaxophon und Bläserensemble. Uraufführung: Jean-François Guay, Saxophon; Ensemble vent et percussion de Québec; René Joly, Dirigent. Québec-Stadt, 2002.
- 2005/2006: Apeldoorm, Nederland. Für Bläserensemble. Uraufführung: Tokyo Kosei Wind Orchestra, Dirigent: Keiko Kabayashi, Fumon-Kan-Halle, Tokio 2006.[10]
- 2005: Oiseau de givre. Für Klavier und  Orchester. Uraufführung: Yoko Hirota, Klavier; Sudbury Symphony Orchestra; Victor Sawa, Dirigent. Sudbury, 2006.
- 2008/2009: Et une porte d'ombre se referme. Für Violine und  Orchester. Uraufführung: Christian Robinson, Violine; Sudbury Symphony Orchestra; Dirigent: Victor Sawa, Sudbury, 2010.

## Diskografie (Auswahl)
- La soif du mal...Hommage à Orson Welles. Auf dem Album Percumania – Nishimura, Longtin, Lemay, Grégoire. Série Actuelles (UMMUS, 1997)
- Incertitude. Auf dem Album Nouvelle musique pour saxophone et piano. Rémi Ménard, Saxophon; Marc Joyal, Klavier (SNE, Société nouvelle d'enregistrement; 2000)
- Ombres d'automne et de lune. Auf dem Album Salom Tours, 2000-2001. Quatuor Apollinaire (Erol Records; 2002)
- Vagues vertiges. Auf dem Album Musique à l'Université Laval, Vol. VI. Quatuor de Saxophones Nelligan; Serge Laflamme, Schlagzeug; Ensemble de Saxophones du Domaine Forget; Dirigent: Jean-Marie Londeix (Société nouvelle d'enregistrement SNE; 2003)
- 5 Etüden für Saxophon. Auf dem Album New School. Jean-François Guay, Saxophon (Fidelio; 2003)
- Débâcle. Auf dem Album Quintette à vents Estria. Grant Shan. McDonald, Lemay, Gougeon. Estria Holzbläserquintett (Atma Classique; 2004)[26]
- Mare tranquilitatis III. Auf dem Album CD  International Composition Prize 2007, World Premiere Recordings. Luxembourg Sinfonietta, Dirigent: Marcel Wengler (Edition LGNM 407; 2007)
- Motel Suite (Version B). Auf dem Album Crack. Duo Zéphyr (Erol Records; 2009)
- Fragments/Metamorphosis. Auf dem Album Land of Living Skies. Mitglieder des Estria Holzbläserquintetts (Centrediscs; 2011)
- Deuce. Auf dem Album Le plus vite possible. Mit Jeffrey Vicker, Dan Gelok, Saxophone (Jeffrey E. Vicker/SaxViker Music; 2012)
- L'errance...hommage à Wim Wenders; Structure/Paysage...hommage à Eli Bornstein; Territoires intérieurs (hommage à Bernard Émond). Auf dem Album: L'errance. Mit dem Silver Birch String Quartet; Yoko Hirota, Klavier (Centrediscs; 2013)
- Sarajevo. Auf dem Album Consonnances modernes. Quatuor de saxophones Nelligan. (2013)
- Hiroshima mon amour. Auf dem Album Voces Borealis. Yoko Hirota, Klavier (Centrediscs; 2013)
- Asubakatchin. Auf dem Album Umbra Septentrionis. Yoko Hirota, Klavier (Centrediscs; 2013)
- Oran. Auf dem Album Metropolis. Mit  Allen Harrington, Saxophon, Laura Loewen, Klavier (Ravello Records; 2014)
- Urban Influx. Auf dem Album ISCM Canadian Section - 2015 Selected Works. Proteus Quartett. (Canadian League of Composers; 2015)
- Deuce. Auf dem Album Diálogos. Dúo Lisus. (FonoSax; 2015)
- Tanze vor Angst (hommage à Paul Klee); 6 Ushebtis. Auf dem Album Small is Beautiful: Miniature Pieces for Piano. Yoko Hirota, Klavier (Phoenix Classical, 2009; Novana Records, 2020)
- Point d'équilibre; Shared Visions; Au coude-à-coude; Play-off. Auf dem Album: Lignum et Spiritus. Stephen Tam, Flöte; Yoko Hirota, Klavier (1. Werk). Anthony Thompson, Klarinette; Yoko Hirota, Klavier (2. Werk). Ron Cohen Mann, Oboe; Yoko Hirota, Klavier (3. Werk). Kevin Harris, Fagott; Yoko Hirota, Klavier (4. Werk). (Centrediscs, 2023).